# Современный реализм
Современный реализм (англ. Contemporary Realism) — американское направление живописи, возникшее в конце 1950-х — начале 1970-х годов. Термин объединяет всех художников и скульпторов репрезентативного искусства после 1970 года, ставящих целью изображать реальные, а не идеальные объекты и использующих для этого приёмы и методы современного искусства. Современный реализм не принимает такие формы фигуративного искусства как кубизм или экспрессионизм, стремясь изображать в работах исключительно натуралистичные образы. Видными представителями направления являются Филипп Перлштейн, Алекс Кац, Джек Бил, Нил Велливер. 

## История и характеристика
Направление возникло в Нью-Йорке в среде художников, близкой к Нью-йоркской школе. Несмотря на доминирование в живописи абстрактного экспрессионизма уже в середине 1950-х годов стали появляться реалистичные работы, в том числе у художников, успевших зарекомендовать себя в чистой абстракции, таких как Джек Бил, Рэкстроу Даунс, Нелл Блейн. Представителями различных стилей современного реализма является ряд женщин-художников, включая Джейн Фрейлихер, Джейн Уилсон, Лоис Додд, Джанет Фиш, Кэтрин Мерфи, Ивонн Жакетт и Марту Майер Эрлебахер. При создании картин использовались современные приёмы и принципы: большой масштаб, однородные цветовые поля, внимание к мере, пространству и интервалу — однако палитра и линии являлись прямым заимствованием у реалистов XIX века, таких как Пьер Боннар и Эдуар Вюйар. Натуралистические образы были популярны в некоторых сельских поселениях художников (например, в Хэмптонс и штате Мэн). Часть художников находилась под влиянием принципов и методов фотореализма.
Некоторые художники, в том числе Луис Додд, Алекс Кац и Фэйрфилд Портер поддерживали возрождение реализма не только картинами, созданными в этом стиле, но и критическими текстами и педагогической работой. При этом в качестве критика Портер одновременно принимал и реализм, и абстрактный экспрессионизм, находя в каждом направлении положительные стороны. Помимо них в поддержку современного реализма выступал критик New York Times Хилтон Крамер.
Художественное сообщество заметило возрождение реализма в начале 1960-х годов. Именно тогда о направлении активно начали писать критики и появился сам термин, объединивший в целом разрозненную группу художников в единую эстетическую общность. Помимо названия «современный реализм» направление упоминалось как «новый реализм» (англ. New Realism, Modern Realism) и «американский реализм» (англ. American Realism), а французский критик Мишель Рагон в 1961 году использовал термин new figuration. Ещё большее число вариантов, подчёркивающих независимость от главенствующего стиля, придумывали для своего стиля сами художники, например, «пост-абстракционизм» (англ. post abstract) Алекса Каца или «живописный реализм» (англ. painterly realism) Джейн Фрейлихер.
Параллельно с современным реализмом в послевоенных США существовало ещё два реалистических направления: социальный реализм и риджионализм. От первого современный реализм отличался тем, что, как правило, не делал остросоциальные вопросы темой произведений, а от второго — тем, что не принимал деревенские атрибуты ни в живописи, ни в образе жизни. Из этих отличий были значимые исключения, как, например Джек Бил, создавший в 1977 году для вашингтонской службы занятости серию из четырёх фресок The History of Labor, которую Хилтон Крамер назвал «наиболее важной работой социального реализма с 1930-х годов».
Некоторые художественные школы, в частности Академия изящных искусств Пенсильвании, продолжали развивать наследие американской реалистической живописи XIX века. Йельский университет в последние десятилетия объединил несколько поколений художников-реалистов. Продолжала поддерживать современное репрезентативное искусство Нью-Йоркская академия искусств. Вслед за критиками поддержку современному реализму оказали и галереи, в которых реалистичные произведения соседствовали с абстрактным экспрессионизмом. Первую выставку работ Джейн Фрейлихер и Фэйрфилда Портера провела The Tibor de Nagy Gallery (Нью-Йорк). В 1952 году художники Луис Додд, Анджело Ипполито, Чарльз Каджори и Фред Митчелл открыли галерею The Tanager Gallery, и по её образцу открывались новые галереи, основанные художниками, а Хилтон Крамер определил представителей современного реализма как художников, близких этой галерее. В 1962 году открылась галерея Роберта Шёлькопфа, сыгравшая заметную роль в пропаганде фигуративного искусства.
Благодаря выставкам Realism Now (1968) в Нью-Йорке и берлинской Documenta 5, современный реализм проник в Англию, где образовалась собственная Лондонская школа. 48 её представителей приняли участие в выставке The Human Clay (1976), организованной в Лондоне Роном Б. Китаем. В экспозиции были показаны работы Уильяма Робертса, Ричарда Карлайна, Коллина Селфа, Мегги Хемблинг, Дэвида Хокни, Люсьена Фройда, Френсиса Бэкона, Майкла Эндрюса, Фрэнка Ауэрбаха, Говарда Ходжкина и Леона Коссоффа. Выставка дала толчок к развитию реалистической живописи и создала предпосылки к появлению неоэкспрессионизма.